# Pšeníčko
Pšeníčko (Milium) je rod trav, tedy z čeledi lipnicovitých (Poaceae). Jedná se o jednoleté nebo vytrvalé byliny. Jsou trsnaté nebo s výběžky. Stébla dorůstají výšek zpravidla 10–180 cm. Čepele listů jsou většinou ploché, 2–18 mm široké, na vnější straně listu se při bázi čepele nachází jazýček, 4–5 mm dlouhý. Květy jsou v kláscích, které tvoří latu, která je rozkladitá. Klásky jsou jen slabě smáčklé zepředu dozadu, jednokvěté. Na bázi klásku jsou 2 plevy, které jsou přibližně stejné, bez osin. Pluchy jsou bez osin. Plušky jsou bez kýlu, bez osin. Plodem je obilka, která je okoralá. Celkově je známo asi 3-4 druhy, které najdeme hlavně v mírném pásu severní polokoule, místy se vyskytují i adventivně.

## Druhy rostoucí v Česku
V České republice roste pouze 1 druh z rodu pšeníčko (Milium). Je to pšeníčko rozkladité (Milium effusum). Jedná se o hojnou trávu, nejčastěji se vyskytuje ve vlhkých lesích (nikoliv však extrémně podmáčených) od nížin až do horských poloh.